# Вегас, Мигель
Миге́ль Энри́ке Ве́гас Корде́ро (исп. Miguel Enrique Vegas Cordero; род. 22 мая 2006, Каракас) — венесуэльский футболист, полузащитник клуба «Каракас».

## Клубная карьера
Вегас — воспитанник клуба «Каракас». 2 февраля 2024 года в матче против «Депортиво Ла Гуайра» он дебютировал в венесуэльской Примеры. 16 августа в поединке против «Эстудиантес де Мерида» Мигель забил свой первый гол за «Каракас».

## Международная карьера
В 2023 году Вегас в составе юношеской сборной Венесуэлы принял участие в юношеском чемпионате Южной Америки в Эквадоре. На турнире он сыграл в матчах против сборных Перу, Бразилии, Чили, Эквадора, а также дважды против Аргентины и Парагвая.
В том же году Вегас принял участие в юношеском чемпионате мира в Индонезии. На турнире он сыграл в матчах против сборных Новой Зеландии, Мексики, Германии и Аргентины.
В 2025 году Вегас в составе молодёжной сборной Венесуэлы принял участие в молодёжном чемпионате Южной Америки в Венесуэле. На турнире он сыграл в матчах против сборных Чили, Перу и Уругвая. В поединке против перуанцев Мигель забил гол.